# Mateus 21

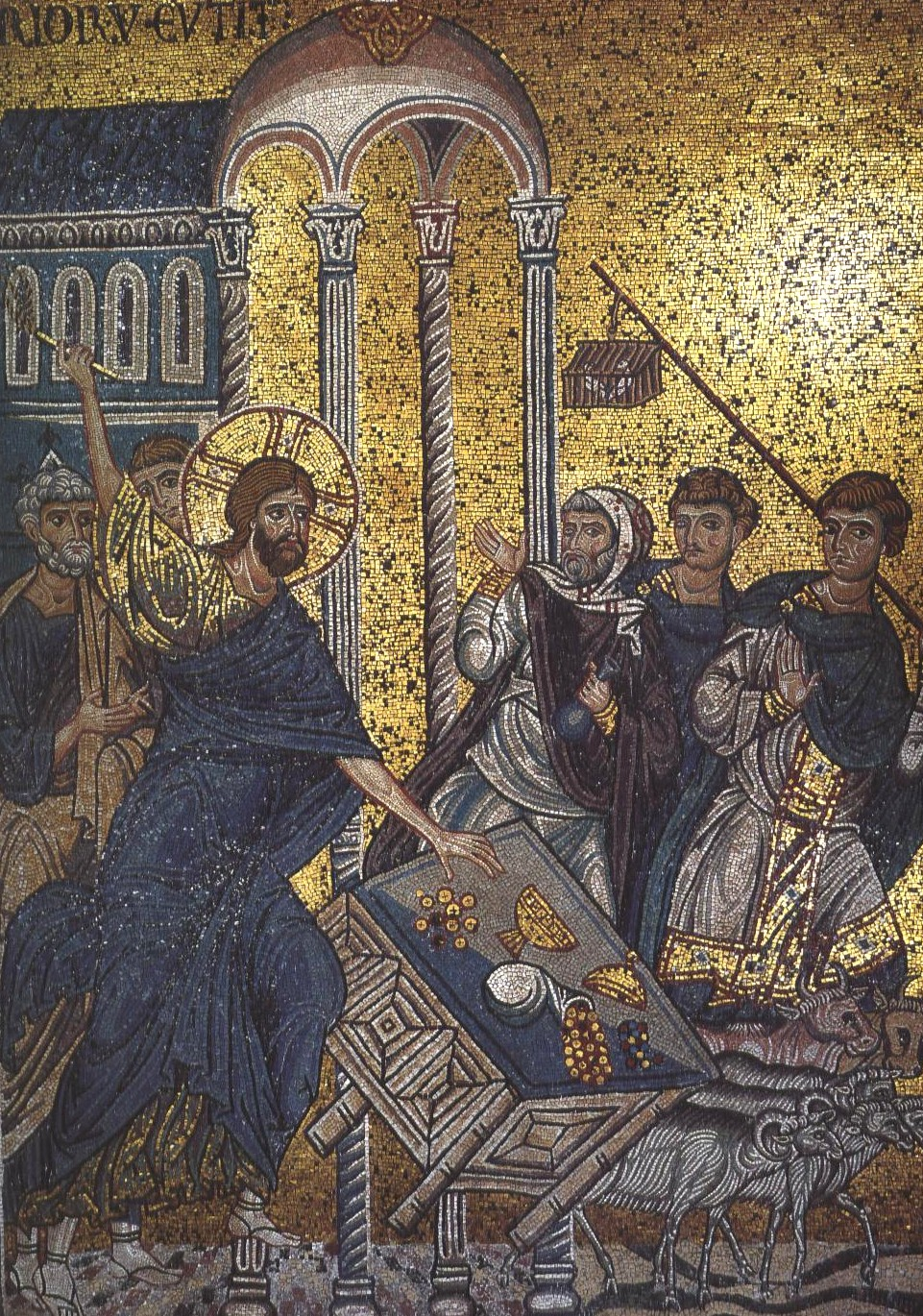
Jesus expulsando os vendilhões, um dos episódios de Mateus 21.
Séc. XI. Mosaico na Catedral de Monreale, na Sicília.

Mateus 21 é o vigésimo-primeiro capítulo do Evangelho de Mateus no Novo Testamento da Bíblia e inicia a narrativa da Paixão.

## Entrada triunfal em Jerusalém
Este evento é relatado pelos quatro evangelhos canônicos e marca o início do período conhecido como Paixão, que culminará com a crucificação e ressurreição de Jesus.
Em Mateus 21:1–11, Marcos 11 (Marcos 11:1–11), Lucas 19 (Lucas 19:28–44) e João 12 (João 12:12–19), quando Jesus vinha do Monte das Oliveiras em direção a Jerusalém, o povo atirou roupas no chão para receber Jesus, que entrou triunfante na cidade.

## Segunda limpeza do Templo
Neste episódio, Jesus e seus discípulos viajam a Jerusalém para a Páscoa judaica e lá ele expulsa os cambistas do Templo de Jerusalém (o Templo de Herodes ou "Segundo Templo"), acusando-os de tornar o local sagrado numa cova de ladrões através de suas atividades comerciais. A narrativa ocorre perto do final dos evangelhos sinóticos, em Mateus 21:12–17, Marcos 11 (Marcos 11:15–19) e Lucas 19 (Lucas 19:45–48) e perto do início do Evangelho de João, em João 2 (João 2:13–16), o que leva alguns acadêmicos a postularem que se tratam na verdade de dois eventos separados, uma vez que o João relata mais de uma Páscoa.
Em Mateus 21:13, Jesus afirma que "Está escrito: A minha casa será chamada casa de oração; vós, porém, a fazeis covil de salteadores", uma referência a Jeremias 7:11.
Depois deste evento, Jesus foi para Betânia e lá pernoitou.

## Figueira amaldiçoada

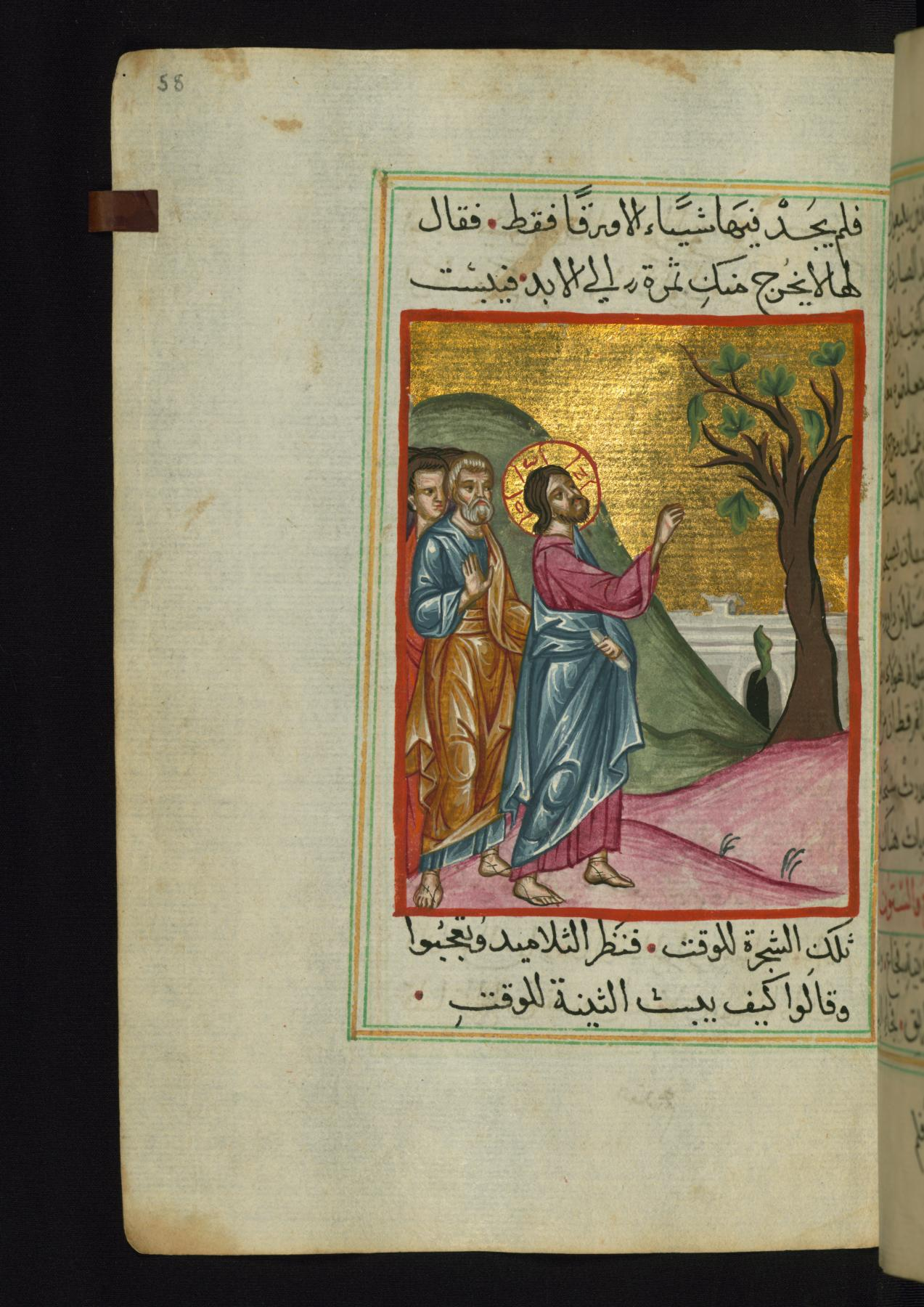
Iluminura de Jesus amaldiçoando a figueira".
1684. Por Ilyas Basim Khuri Bazzi Rahib, atualmente no Museu de Arte Walters.

Este é um dos milagres de Jesus e está relatado em duas partes de Marcos 11 (Marcos 11:12–14 e Marcos 11:20–25) e em Mateus 21:18–22. Em Marcos, a primeira parte, logo após a entrada triunfal de Jesus em Jerusalém e antes da segunda limpeza do Templo, Jesus amaldiçoa uma figueira por estar sem frutos; na segunda parte, presumivelmente no dia seguinte, a árvore definhou, o que estimulou Jesus a falar sobre a eficácia da oração. Mateus apresenta o milagre como um único evento:
| “ | «Pela manhã, ao voltar à cidade, teve fome. Vendo uma figueira à beira do caminho, dela se aproximou, e não achou nela senão folhas; e disse-lhe: Nunca jamais nasça fruto de ti. No mesmo instante secou a figueira. Vendo isto os discípulos, maravilharam-se e perguntaram: Como é que repentinamente secou a figueira? Respondeu-lhes Jesus: Em verdade vos digo que se tiverdes fé e não duvidardes, fareis não só o que foi feito à figueira, mas até se disserdes a este monte: Levanta-te e lança-te no mar, isso será feito; e tudo o que com fé pedirdes em vossas orações, haveis de receber.» (Mateus 18:22) | ” |

## Autoridade questionada
Este episódio aparece nos três evangelhos sinóticos, em Mateus 21:23–27, Marcos 11 (Marcos 11:27–33) e Lucas 20 (Lucas 20:1–8). Segundo Mateus, quando Jesus estava ensinando no Templo, sacerdotes e escribas vieram questioná-lo sobre a autoridade que tinha para fazê-lo. Jesus respondeu-lhes com uma outra pergunta: «Donde era o batismo de João? do céu ou dos homens?» (Lucas 20:4). Depois de confabularem entre, os sacerdotes responderam que não sabiam, pois se dissessem que era do céu, teriam que explicar por que não acreditavam nele; se dissessem que era dos homens, temiam a reação do público, que o adorava. Desta forma, Jesus se recusou a responder-lhes.

## Parábola dos Dois Filhos
Esta parábola, encontrada apenas em Mateus 21:28–32, contrasta os cobradores de impostos e as prostitutas, que aceitaram a mensagem ensinada por João Batista, com os "religiosos", que não o creram.

## Parábola dos Lavradores Maus
Esta é uma das parábolas de Jesus encontrada nos três evangelhos sinóticos, em Mateus 21:33–46, Lucas 20 (Lucas 20:9–19) e Marcos 12 (Marcos 12:1–12). Ela conta a história de um proprietário de terras que planta um vinhedo e o deixa aos cuidados de lavradores enquanto viaja. Nas diversas tentativas que o proprietário tentou descobrir como estavam as coisas através do envio de emissários, os lavradores reagiam com violência sem informar nada ao proprietário, geralmente espancando-os e insultando-os. Tentando alguma mudança, ele enviou seu filho amando, nas esperança de eles o respeitassem. Mas os lavradores o mataram na esperança de conseguirem para si a herança.
Jesus perguntou então: «Quando, pois, vier o senhor da vinha, que fará àqueles lavradores? Responderam-lhe: Fará perecer horrivelmente a estes malvados, e arrendará a vinha a outros, que lhe darão os frutos no tempo próprio.» (Mateus 21:40–41). Os escribas e religiosos não acreditaram nisso e então Jesus lançou mão de uma citação do Antigo Testamento, fazendo referência a Salmos 118:22:
| “ | «A pedra que os edificadores rejeitaram, Essa foi posta como a pedra angular; Isto foi feito pelo Senhor, E é maravilhoso aos nossos olhos? Portanto vos declaro que o reino de Deus vos será tirado e oferecido a uma nação que dará os frutos dele. O que cair sobre esta pedra, far-se-á em pedaços; mas aquele sobre quem ela cair, será reduzido a pó.» (Mateus 21:42–44) | ” |

Irados, as autoridades, compreendendo que a parábola era sobre eles, quiseram prender Jesus ali mesmo, mas ficaram com medo da reação da multidão.

## Manuscritos

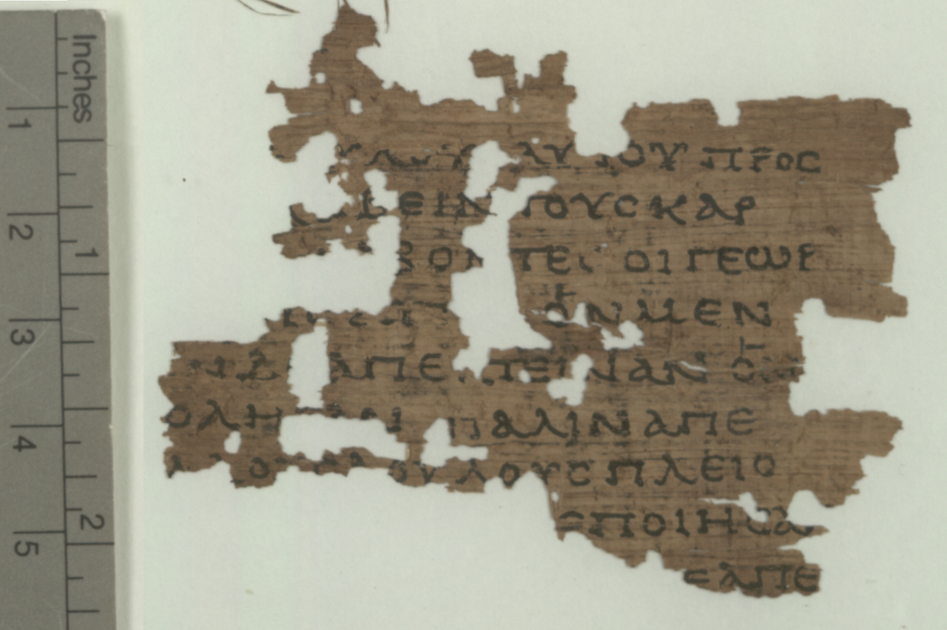
Papiro 104, com os versículos 21:34-37; 43 e 45.

- Papiro 104 - versículos 21:34-37; 43 e 45